# Honda Civic (sexta generación)
El Honda Civic de sexta generación fue producido por Honda entre 1995 y 2000. Se presentó en 1995 con carrocerías hatchback de 3 puertas, sedán de 4 puertas y cupé de 2 puertas, replicando la línea de su predecesor. El Civic de sexta generación ofrecía dos nuevos motores de 1.6 litros y 4 cilindros, y una nueva transmisión continuamente variable (CVT) en el modelo HX. El cupé y el sedán son 58 mm (2.3 pulgadas) más largos, y el hatchback es 109 mm (4.3 pulgadas) más largo que el Civic de la generación anterior. Esta fue la última generación del Civic en incorporar suspensión delantera de doble horquilla, ya que la séptima generación posterior la cambiaría a una suspensión delantera MacPherson.
También se ofreció un hatchback de 5 puertas, que sustituyó al Honda Concerto en Europa. Este modelo utilizó el mismo lenguaje de diseño que el resto de la gama Civic, pero en realidad era una versión hatchback del Honda Domani, compartiendo la plataforma de ese automóvil que se derivó del Civic de la generación anterior (EG/EH/EJ). El Domani reemplazó la versión sedán del Concerto en Japón, mientras que la versión sedán del Concerto fue reemplazada directamente por el sedán Civic de sexta generación en otros mercados. También se pusieron a disposición dos camionetas; la JDM Orthia, basada en la línea Civic sedán/hatchback de 3 puertas, y un modelo hatchback de 5 puertas/basado en Domani para Europa, vendido como Civic Aerodeck. Ninguno de los dos tipos se ofreció en América del Norte. El Civic hatchback de 5 puertas también formó la base para el Rover 400 de 1995, aunque la versión sedán de 4 puertas del Rover era bastante distinta del Domani. La sexta generación del Civic fue la primera en la que Honda fabricó una versión dedicada al mercado europeo.

## Paquetes de equipamiento y equipamiento (Norteamérica)
CX: El paquete de equipamiento básico, disponible solo en versión hatchback. Con un equipamiento muy básico (sin radio ni dirección asistida de serie), venía equipado con rines de 13 pulgadas, suspensión de doble horquilla en las cuatro ruedas, doble airbag, asiento trasero dividido/plegable y capacidad para cinco personas. En 1997, el CX incorporó rines de 14 pulgadas de serie. En 2000, el CX incorporó la dirección inclinable de serie.
DX: Disponible en versión hatchback, coupé o sedán. Incluía todo el equipamiento de serie del CX, además de volante de posiciones y estéreo AM/FM de alta potencia (4 x 20 vatios) con reloj. La dirección asistida era de serie en todos los sedanes y en los cupés con transmisión automática. En 1997, el DX incorporó rines de 14 pulgadas de serie.
LX: Disponible solo en versión sedán. Incluía todo el equipamiento de serie del DX, además de rines de 14 pulgadas, elevalunas y seguros eléctricos, espejos retrovisores eléctricos, dirección asistida, barra estabilizadora delantera, apoyabrazos central delantero con compartimento de almacenamiento, luz en el área de carga, control de crucero y tacómetro. En 1997, el LX incorporó aire acondicionado de serie.
HX: Disponible solo como coupé, este paquete de equipamiento fue diseñado específicamente para una mayor eficiencia de combustible. El HX estaba disponible con una transmisión manual de 5 velocidades o con una CVT (transmisión continuamente variable) como una opción de $1,000. El HX era el único paquete de equipamiento disponible con la CVT. Incluía todo el equipamiento estándar del DX, además de un motor VTEC-E de 4 cilindros y 115 HP (86 kW), llantas de aleación de 14 pulgadas, elevalunas eléctricos, seguros eléctricos, espejos eléctricos, dirección asistida, luz del área de carga y un tacómetro.
EX: Disponible como cupé o sedán. Incluía todo el equipamiento de serie del LX, además de un motor D16Y8 de 1.6 litros SOHC VTEC, 16 válvulas y 4 cilindros que generaba 127 HP (95 kW), techo corredizo eléctrico, aire acondicionado, estéreo de 6 altavoces (solo en el cupé), control de crucero, sistema de entrada a distancia, ventana del conductor con descenso automático, además de espejos laterales y molduras laterales del color de la carrocería. El ABS era de serie en el sedán y opcional en el cupé si estaba equipado con transmisión automática. En 1999, el EX incorporó un reproductor de CD de serie.
GX: Presentado en 1997 y disponible como sedán solo para flotas, este paquete de equipamiento fue diseñado específicamente para funcionar con gas natural. Consulte el Honda Civic GX para obtener más información y referencias.
VP: Introducido en 1998 y disponible únicamente como sedán, este acabado se diseñó como un "Paquete Económico" superior al DX. Incluía todo el equipamiento estándar del DX, además de transmisión automática, seguros eléctricos, reproductor de CD, aire acondicionado, acceso sin llave y pintura especial.
Si:  El Civic Si regresó a la línea en 1999 (en Canadá con la insignia SiR), disponible solo como cupé. Con la adopción de la insignia VTi en Europa y las insignias SiR y Type R en Japón para las variantes deportivas de los Civics, el Si se convirtió principalmente en una insignia específica de EE. UU., una tendencia de marca que continuaría en las generaciones posteriores del Civic. Acelerando de 0 a 60 mph (97 km/h) en 7,1 segundos, el Civic Si de 1999 contaba con un motor DOHC VTEC B16A2 de 4 cilindros y 1,6 litros que generaba 160 HP (119 kW) a 8000 rpm y 111 pies·libra fuerza (150,5 N·m) de torque a 7000 rpm. Aunque similar al motor del del Sol VTEC, el Civic Si presentó algunas diferencias notables, como un cuerpo de aceleración más grande, un colector de admisión mejorado, bielas reforzadas, pistones de baja fricción y alto contenido de silicio, un cigüeñal con contrapeso completo y un sistema de escape con tuberías de mayor diámetro. Gracias a su buen consumo de combustible (27/31 MPG en ciudad/carretera) y a su versión cupé más popular, este equipamiento se ganó un público fiel a pesar de su corto ciclo de producción.
Los cambios con respecto al Civic EX incluyeron resortes progresivos más rígidos, barras estabilizadoras delanteras y traseras más rígidas y un refuerzo de torreta, lo que contribuía a una conducción más suave en las curvas. Estaba disponible únicamente con transmisión manual de 5 velocidades; el diámetro del tubo de escape se incrementó a 2 1/4 pulgadas para reducir la contrapresión; el equipamiento de serie también incluía frenos de disco en las cuatro ruedas. Los cambios estéticos exteriores con respecto a las versiones LX/EX fueron mínimos; el paquete de equipamiento Si incluía un conjunto de rines y neumáticos de 15 pulgadas más anchos y de perfil más bajo, un discreto alerón delantero, estribos laterales pintados y el emblema Si. El Si solo estaría disponible en tres colores exteriores: Azul Electron Perlado, Negro Flamenco Perlado y Rojo Milano. Incluye cierres y elevalunas eléctricos, reproductor de CD, control de crucero, aire acondicionado, techo corredizo eléctrico y volante de posiciones. Para el interior, el Civic Si de sexta generación también tenía ajuste de inclinación para el cojín del asiento, un volante forrado en cuero, entrada remota sin llave e instrumentación de color rojo con la marca Si.

### Canadá
Los paquetes de equipamiento canadienses eran en su mayoría similares a los de Estados Unidos, aunque con diferentes designaciones. Los sedanes Civic canadienses venían en LX y EX, que corresponden aproximadamente a los DX y LX estadounidenses; no había un equivalente canadiense de la marca Honda para el sedán EX estadounidense; el Acura EL, exclusivo del mercado canadiense, llenaba este lugar. Los cupés Civic canadienses venían en LX, Si y SiR, el equivalente del DX, EX y Si en Estados Unidos. Solo el sedán EX, el cupé Si y el cupé SiR tenían seguros y elevalunas eléctricos, los cupés Si y SiR eran los únicos acabados del Civic canadiense con techo corredizo eléctrico. Todos los sedanes y cupés tenían un paquete de opciones de grupo disponible que añadía aire acondicionado y frenos antibloqueo. Los hatchbacks, disponibles solo en los acabados CX y DX, se vendían como coches económicos; al igual que en Estados Unidos, no tenían ninguna de las comodidades de otros acabados de la línea Civic, ni siquiera como opciones. Todos los sedanes, cupés y el hatchback DX tenían bolsas de aire delanteras dobles; Mientras que el CX hatchback solo contaba con airbag lateral del conductor.
Las versiones Canadian Si y SiR incluían ABS y espejos retrovisores calefactables. El Canadian SiR también estaba disponible en Plata Metalizado New Vogue.
La versión Canadian SE sedán, ubicada entre las LX y EX, estuvo disponible para los años 1999-2000 e incluía todo el equipamiento de serie del DX, además de transmisión automática, cierre centralizado, reproductor de CD, aire acondicionado y acceso sin llave.
El Civic DX Edición Especial (SE) hatchback fue un paquete de equipamiento especial lanzado solo para el año 2000. El coche era similar al Canadian DX hatchback, pero incluía características adicionales de serie, como rines de malla de 14 pulgadas (idénticos a los rines opcionales disponibles en el mercado japonés a partir de la generación anterior del Civic, y de diseño similar a los rines de malla de 15 pulgadas del Integra de tercera generación), retrovisores y molduras laterales del color de la carrocería, un alerón central y una insignia Special en la parte trasera del portón.

## Rediseño
En 1998, para el modelo 1999, el Civic recibió actualizaciones tanto en el interior como en el exterior.
El Civic recibió una renovación que incluyó una nueva parrilla, nuevos faros, un nuevo parachoques delantero, guardabarros y capó, y luces traseras rediseñadas. Los modelos cupé y sedán también recibieron un ligero rediseño en la parte inferior del parachoques trasero. En los sedanes anteriores a la renovación, las luces de freno se ubicaban sobre las luces de reversa y las direccionales; en la versión renovada, las luces de reversa y las direccionales se ubicaban sobre las luces de freno. En el cupé y el hatchback, la distribución se mantuvo igual; sin embargo, las lentes de las direccionales traseras se volvieron transparentes/blancas en lugar de ámbar para combinar con las luces de reversa (las bombillas de las direccionales ahora eran ámbar).
En el interior, la consola central se renovó. Los controles deslizantes del sistema de climatización (HVAC) se reemplazaron por perillas giratorias y se reubicaron, lo que liberó espacio para una radio más grande, que incluía un reproductor de casetes o un reproductor de CD. Anteriormente, el gran tamaño de los controles de ventilación reducía el tamaño de la radio, lo que requería un reproductor de casetes o de CD secundario en la parte inferior de la consola.
Estos rediseños podían variar según el país de origen del vehículo. En algunos países europeos, no se rediseñó el área del climatizador ni la parte trasera de los modelos sedán.

## Motorizaciones

### Japón

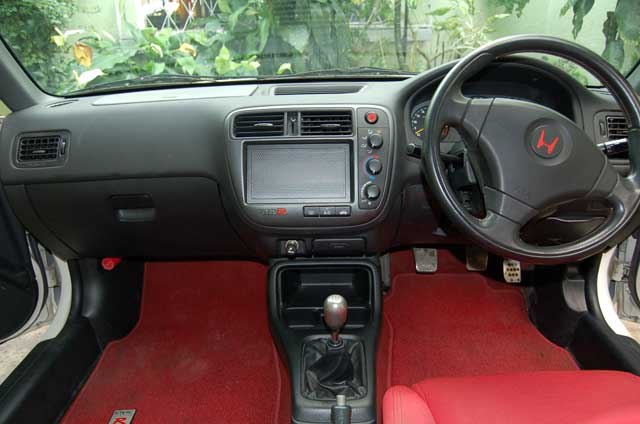
Type R interior

En Japón, el paquete de equipamiento más económico era el EL (y también un modelo especial EL-II de corta duración), equipado con un motor D13B de 1343 cc y 91 CV (67 kW) a 6300 rpm. Al igual que la mayoría de los Civics de sexta generación, este era un diseño SOHC de 16 válvulas.
En Japón, el Civic Ferio SiR utilizaba el motor B16A de segunda generación, mientras que los demás modelos utilizaban motores D15B, D16A o D13B.

### Estados Unidos
Los paquetes de equipamiento CX, DX, VP y LX estaban equipados con el motor D16Y7 de 4 cilindros, 1.6 litros, SOHC, 16 válvulas y 1.6 litros. Generaba 106 HP (79 kW) a 6200 RPM y 103 lb·pie (139,6 N·m) de torque a 4600 RPM, con una relación de compresión de 9,6:1. La inyección de combustible era multipunto.
El modelo HX estaba equipado con el motor D16Y5 de 4 cilindros, 1.6 litros, SOHC VTEC-E, 16 válvulas y mezcla pobre. Generaba 115 HP (86 kW) a 6300 RPM y 104 lb·pie (141 N·m) de torque a 5400 RPM, con una relación de compresión de 9,4:1. La inyección de combustible era multipunto.
La versión EX (versión Canadian Si) estaba equipada con el motor D16Y8 de 1.6 litros, SOHC VTEC, 16 válvulas y 4 cilindros. Generaba 127 CV (95 kW) a 6600 rpm y 145,1 Nm (107 lb·pie) de par motor a 5500 rpm, con una relación de compresión de 9,6:1. La inyección de combustible era multipunto.
La versión Si (versión Canadian SiR) utilizaba el motor B16A2 de 1.6 litros, DOHC VTEC, 16 válvulas y 4 cilindros. Generaba 160 HP (119 kW) a 7600 rpm y 111 lb·pie (150,5 N·m) de torque a 7000 rpm, con una relación de compresión de 10,2:1. La inyección de combustible era multipunto.
La versión GX contaba con el motor D16B5, diseñado para funcionar con gas natural comprimido. Su relación de compresión era de 12,5:1.

### Australia
En Australia, los acabados CXi y GLi venían con el motor D16Y4 tanto en los hatchback como en los sedanes; el acabado sedán VTi tenía el D16Y5, el cupé GLi el D16Y7, el cupé VTI el D16Y8 y los VTi-R EK4 Hatchback y Coupé tenían el motor B16A2.

### Otros mercados
En el Reino Unido, Europa y Sudáfrica, entre 1996 y 2000, se fabricaron varios sedanes y Aerodecks con los motores B16A1, B16A2, B18B e incluso B18C.
En Oriente Medio, el Civic se equipaba con un motor D15Z4 de 105 CV (78 kW) para las versiones LXi y EXi.
En Filipinas, existía un modelo de alto rendimiento, denominado SiR, propulsado por el DOCH VTEC P6ZD1 (más conocido como B16A2, el mismo motor que se encuentra en el Civic Si USDM y el SiR-II JDM).

## Transmisiones
La mayoría de los niveles de equipamiento (DX, LX, EX) estaban disponibles con una transmisión manual estándar de 5 velocidades con embrague hidráulico o una transmisión automática opcional de 4 velocidades. Sin embargo, el Si solo estaba disponible con transmisión manual de 5 velocidades. Se utilizaron diferentes conjuntos de engranajes y transmisiones finales entre versiones y años de modelo.
El nivel de equipamiento HX se ofrecía con la transmisión manual de 5 velocidades o una transmisión variable continua CVT, que ofrecía tres rangos de conducción: D (relaciones de transmisión estándar para conducción normal), S (relaciones secundarias para conducción enérgica con mayor velocidad del motor) y L (relaciones más bajas para proporcionar el máximo frenado del motor y la máxima potencia). La transmisión automática convencional de 4 velocidades no estaba disponible en el nivel de equipamiento HX. También se produjo una variante JDM llamada Civic RTi, que ofrecía transmisiones manuales y automáticas, acopladas a un sistema de tracción total en tiempo real de Honda.

## Colores y acabados
Los Civics de sexta generación se ofrecieron en hasta diez colores exteriores diferentes y las opciones de color disponibles cambiaron durante la actualización de mitad de ciclo en 1999. El acabado interior se determinaba en función del color exterior y el paquete de equipamiento seleccionado. Algunos modelos contaban con tan solo tres opciones exteriores, mientras que otros contaban con hasta seis colores exteriores.
Los colores disponibles en EE. UU. fueron los siguientes:
1996: Azul Ciclón Metalizado (sedán), Verde Ciprés Perlado (cupé y sedán), Verde Midori Perlado (hatch), Negro Granada Perlado (hatch y cupé), Blanco Escarcha (cupé y sedán), Plata New Vogue Metalizado (hatch), Rojo Milano (cupé), Coral Isla Perlado (cupé y sedán) y Rojo Roma (hatch).
1997: Azul Ciclón Metalizado (sedán DX y LX), Verde Ciprés Perlado (sedán y cupé DX y EX), Negro Granada Perlado (sedán, cupé LX y EX y hatchback DX), Blanco Escarcha (sedán y cupé DX y EX), Plata New Vogue Metalizado, Amatista Oscuro Perlado (hatchback), Rojo Milano (coupé), Rojo Inza Perlado (sedán LX) y Rojo Roma (hatchback).
1998: Azul Ciclón Metalizado (sedán), Verde Ciprés Perlado (coupé y sedán), Blanco Tafetán (coupé y sedán), Plata New Vogue Metalizado, Negro Flamenco Perlado, Amatista Oscuro Perlado (hatchback), Rojo Milano (coupé) y Rojo Roma (hatchback).
1999: Azul Electron Perlado (solo Si coupé), Verde Azulado Glaciado Perlado (sedán), Verde Trébol Perlado (coupé y sedán), Blanco Tafetán (coupé y sedán), Plata New Vogue Metalizado (hatch), Negro Flamenco Perlado (hatch y coupé), Amatista Oscuro Perlado (hatch), Rojo Milano (coupé) y Rojo Roma (hatch).
2000: Azul Electron Perlado (solo Si coupé), Verde Azulado Glaciado Perlado (sedán), Verde Trébol Perlado (coupé y sedán), Blanco Tafetán (coupé, hatch y sedán), Plata New Vogue Metalizado, Negro Flamenco Perlado, Rojo Milano (coupé), Rojo Roma (hatch), Ciruela Vintage Perlado (sedán) y Titanio Metalizado (sedán).

## Peso
|      | CX Hatch          | CX Hatch          | DX Hatch          | DX Hatch          | DX Coupe          | DX Coupe          | HX Coupe          | HX Coupe          | EX Coupe          | EX Coupe          |
| ---- | ----------------- | ----------------- | ----------------- | ----------------- | ----------------- | ----------------- | ----------------- | ----------------- | ----------------- | ----------------- |
|      | Auto              | Manual            | Auto              | Manual            | Auto              | Manual            | Auto              | Manual            | Auto              | Manual            |
| 1996 | 2297 lb (1042 kg) | 2222 lb (1008 kg) | 2317 lb (1051 kg) | 2242 lb (1017 kg) | 2339 lb (1061 kg) | 2262 lb (1026 kg) | no data           | 2313 lb (1049 kg) | 2513 lb (1140 kg) | 2483 lb (1126 kg) |
| 1997 | 2304 lb (1045 kg) | 2238 lb (1015 kg) | 2319 lb (1052 kg) | 2253 lb (1022 kg) | 2271 lb (1030 kg) | 2337 lb (1060 kg) | 2399 lb (1088 kg) | 2324 lb (1054 kg) | 2496 lb (1132 kg) | 2460 lb (1116 kg) |
| 1998 | 2357 lb (1069 kg) | 2295 lb (1041 kg) | 2392 lb (1085 kg) | 2339 lb (1061 kg) | 2385 lb (1082 kg) | 2342 lb (1062 kg) | 2429 lb (1102 kg) | 2361 lb (1071 kg) | 2551 lb (1157 kg) | 2504 lb (1136 kg) |
| 1999 | 2423 lb (1099 kg) | 2359 lb (1070 kg) | 2434 lb (1104 kg) | 2388 lb (1083 kg) | 2405 lb (1091 kg) | 2335 lb (1059 kg) | 2445 lb (1109 kg) | 2370 lb (1075 kg) | 2560 lb (1161 kg) | 2513 lb (1140 kg) |
| 2000 | 2423 lb (1099 kg) | 2359 lb (1070 kg) | 2434 lb (1104 kg) | 2388 lb (1083 kg) | 2405 lb (1091 kg) | 2359 lb (1070 kg) | 2445 lb (1109 kg) | 2370 lb (1075 kg) | 2560 lb (1161 kg) | 2513 lb (1140 kg) |

|      | DX Sedan          | DX Sedan          | LX Sedan          | LX Sedan          | EX Sedan          | EX Sedan          | Si Coupe          | Value Package Sedan |
| ---- | ----------------- | ----------------- | ----------------- | ----------------- | ----------------- | ----------------- | ----------------- | ------------------- |
|      | Auto              | Manual            | Auto              | Manual            | Auto              | Manual            | Manual            | Auto                |
| 1996 | 2370 lb (1075 kg) | 2319 lb (1052 kg) | 2430 lb (1102 kg) | 2387 lb (1083 kg) | 2568 lb (1165 kg) | 2518 lb (1142 kg) |                   |                     |
| 1997 | 2319 lb (1052 kg) | 2370 lb (1075 kg) | 2387 lb (1083 kg) | 2438 lb (1106 kg) | 2568 lb (1165 kg) | 2518 lb (1142 kg) |                   |                     |
| 1998 | 2385 lb (1082 kg) | 2339 lb (1061 kg) | 2458 lb (1115 kg) | 2412 lb (1094 kg) | 2558 lb (1160 kg) | 2511 lb (1139 kg) |                   |                     |
| 1999 | 2388 lb (1083 kg) | 2339 lb (1061 kg) | 2456 lb (1114 kg) | 2410 lb (1093 kg) | 2562 lb (1162 kg) | 2513 lb (1140 kg) | 2612 lb (1185 kg) |                     |
| 2000 | 2388 lb (1083 kg) | 2339 lb (1061 kg) | 2456 lb (1114 kg) | 2410 lb (1093 kg) | 2562 lb (1162 kg) | 2513 lb (1140 kg) | 2612 lb (1185 kg) | 2418 lb (1097 kg)   |

## Mundial

### Japón
El JDM Civic Sedan (conocido como Civic Ferio Si) contaba con un motor DOHC VTEC B16A de 4 cilindros y 1.6 litros de 170 CV (125 kW; 168 HP), reposacabezas traseros, pomo de cambio estilo Integra Type-R, tapizado exclusivo para los asientos y las mismas llantas de aleación de 15 pulgadas que también aparecieron en el Civic Si Coupé del mercado estadounidense de 1999-2000. Otros modelos JDM Ferio incluían un modelo con tracción en las 4 ruedas RealTime y limpiaparabrisas trasero en el sedán, algo que no se vio en otros mercados.

#### Civic Type R
En 1997, se presentó el Honda Civic Type R. El Civic Type R se vendió únicamente en el mercado japonés y solo estaba disponible como hatchback con transmisión manual de 5 velocidades con diferencial de deslizamiento limitado tipo helicoidal. Este modelo estaba equipado con un motor DOHC VTEC B16B de 4 cilindros y 1.6 litros fabricado a mano que producía (185 CV (136,1 kW; 182,5 HP) a 8200 rpm) (también conocido como PCT), que es esencialmente una versión descarbonizada del motor B18C del Integra Type R. El motor B16B presentaba una culata pulida a mano, un volante más ligero, perfiles de leva rediseñados, pistones de alta compresión y un cigüeñal equilibrado. El chasis recibió la designación EK9. El EK9 era único ya que se basaba en el JDM EK4 SiR pero se sacó de la línea de producción y se le dio un refuerzo adicional al chasis y la carrocería. El peso también se eliminó meticulosamente para crear una sensación de coche de carreras ligero. Otras novedades fueron frenos más grandes, cubos de rueda de 5 pernos, relación de dirección más rápida, suspensión especialmente ajustada, asientos Recaro, volante MOMO, pomo de cambio de titanio, alerón de borde delantero, alerón trasero y faros ahumados.

#### Civic Ferio Vi-RS
Considerado como la versión "extradeportiva" del Honda Civic Ferio, el Honda Civic Ferio Vi-RS, un sedán de 1.5 litros y 4 puertas, se vendió exclusivamente en el mercado japonés. Incorporaba el motor D15B de 1.5 litros, 4 cilindros y tres etapas VTEC, y una transmisión CVT o manual de 5 velocidades. El Civic Vi-RS contaba con un interruptor de tres posiciones instalado en el lado derecho del volante, marcado como D, S1 o S2. Estos ajustes afectaban la leva utilizada, el mapeo aire-combustible de la ECU y el comportamiento de la caja de cambios (en la CVT). El modo S2 era el más deportivo.

### Australia
El Civic se presentó en 1996 inicialmente con dos motores de 1.6 litros; el motor SOHC VTEC D16Y8 de 4 cilindros y 1.6 litros que produce 95 kW (127 HP) se encontró en el cupé VTI (EJ8), mientras que el motor SOHC D16Y4 de 4 cilindros y 1.6 litros que produce 88 kW (118 HP) fue estándar en toda la gama en los modelos GLi y CXi (EK1), con una transmisión automática opcional de 4 velocidades tanto en el CXi como en el GLi o CVT en el VTi. El motor DOHC VTEC B16A2 de 4 cilindros y 1.6 litros de alto rendimiento de 118 kW (158 HP) se introdujo más tarde y estuvo disponible en el hatchback EK4, conocido como VTi-R. En 2000, la carrocería Vti-R ya no estaba disponible como hatchback EK4 y, en su lugar, se vendió como el cupé de 2 puertas EM1.

#### Indy Special
También estaba disponible en Australia una edición especial amarilla del Civic EK1, llamada Indy Special. El nombre se inspiró en las carreras de autos Indy.

### Asian SiR-II
Desde 1996 hasta 2000, Honda produjo el Civic SiR-II que venía con un motor B16A, B16A5 y B16A6, pero solo estaba disponible en el mercado asiático. Este motor producía 160 caballos de vapor (118 kW; 158 HP) a 7800 rpm y 175 caballos de vapor (129 kW; 173 HP) con una cilindrada de 1595 cc.

### Philippines
El Civic de sexta generación se lanzó inicialmente en 1996 con dos versiones: la LXi con un motor SOHC PH15 (D15Z4) de 1.5L y 4 cilindros, y la VTi con un motor SOHC PH16 (D16Y5) VTEC-E de 1.6L y 4 cilindros. Ambas versiones incluían frenos de disco delanteros y frenos de tambor traseros. La transmisión era manual de 5 velocidades o automática de 4 velocidades, disponible en ambas versiones. Durante la renovación de 1999, se introdujo la versión SiR. Esta versión contaba con un motor DOHC VTEC P6ZD1 (B16A2) de 1.6L y 4 cilindros, y estaba disponible inicialmente en los colores Negro Nighthawk, Blanco Tafetta y Naranja Pasión. Posteriormente, se incorporaron las versiones Rojo Fórmula y Amarillo Sunburst, con detalles plateados en la consola central. Otras diferencias notables eran una parrilla de malla (similar a la del EK9), un volante de tres radios con costuras rojas, llantas de aleación Enkei de 15 pulgadas (similares a las del USDM Si y el JDM Vi-RS), pomo de la palanca de cambios con costuras de cuero (similar al del JDM SiR), barra de refuerzo superior delantera, reproductor de CD Kenwood, frenos de disco delanteros y traseros más grandes, colores de tela exclusivos para el interior y un alerón y una barbilla frontal opcionales. La única transmisión disponible era manual de 5 velocidades.

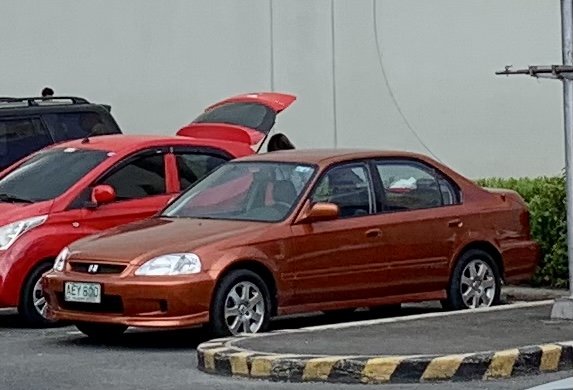
Un Honda Civic SiR con color Passion Orange (Filipinas)

### Sudáfrica
En Sudáfrica, el hatchback de 3 puertas se vendió bajo las marcas "Civic Coupé" (previo al rediseño) y "Civic" (remodelado). El sedán de 4 puertas se comercializó bajo la marca "Ballade". El Type R y el Civic cupé de 2 puertas (Si) no estaban disponibles. Los códigos de chasis también diferían de los de otros mercados: SO3 (Civic hatchback) y SO4 (Civic sedán/Ballade). Las opciones de modelos sudafricanos eran Civic 150i (D15Z4), Civic 160i (D16Y9), Civic VTEC (B16A6), Ballade 150i (D15Z4), Ballade 160i (D16Y9), Ballade 180i (B18B4) y Ballade VTEC (B16A6). Los modelos VTEC del Civic y Ballade eran los modelos con las especificaciones más altas disponibles en ese momento. Los modelos VTEC (Civic o Ballade) incluían asientos de cuero, elevalunas eléctricos y un mejor rendimiento. Dado que Honda era distribuido por Mercedes Benz Sudáfrica en aquel entonces, muchos modelos incorporaban elementos de Mercedes, como el tapizado de cuero y el sistema de alarma en los modelos Ballade y Civic VTEC. También se lanzó una versión AMG/Sport del Ballade, con sistema de escape de alto rendimiento, pomo de palanca de cambios estilo Type R y piezas de carrocería AMG.

### Europa - Civic de cinco puertas MA/MB/MC / Civic Aerodeck
Basado en el Domani, que a su vez era mecánicamente similar al Civic de quinta generación, esta versión se comercializó en Europa como Civic MA/MB/MC y Civic Aerodeck. Se fabricó en modelos hatchback de cinco puertas y Aerodeck (familiar) con varios niveles de equipamiento y cilindradas. El nombre Aerodeck se utilizó anteriormente en el Honda Accord Aerodeck, una camioneta familiar de dos puertas, popularmente conocido en Europa como un shooting-brake. Estaban disponibles motores de gasolina de 1.4 L (D14A2/A5/A7), 1.5 L (D15Z8/Z6), 1.6 L (D16Y2/Y3, D16W2/W3, D16B2, etc.) y 1.8 litros (B18C4). Estos venían con carrocería de cinco puertas y depósito de combustible de cincuenta y cinco litros, ABS, airbags para conductor y pasajero, dirección asistida y retrovisores eléctricos, entre otras características. Los modelos posteriores incluían aire acondicionado de serie. El modelo 1.8 VTi fue el buque insignia (explicado en detalle más adelante), con el motor de gasolina más grande que se incorporó a los Civics MA MB MC. Los Civics basados en Domani también estaban disponibles con el motor diésel Rover Serie L, un motor turboalimentado de 2 litros, ocho válvulas e inyección directa (20T2N, 20T2R); una incorporación esencial en el mercado europeo. Los motores diésel posteriores incorporaron intercoolers. Los códigos de chasis asignados a este modelo y generación de Civics fueron los códigos de chasis MA8, MA9, MB1, MB2, MB3, MB4, MB6, MB7 y MB8 para el liftback, mientras que los códigos de chasis Aerodeck son MB9, MC1, MC2, MC3 y MC9. En comparación con el Domani original, el Liftback y el Aerodeck presentaban un nuevo interior, similar al del Rover 400, de gama más alta. Honda mantenía una larga colaboración con el grupo Rover, que en aquel momento no contaba con fondos suficientes para adquirir las herramientas necesarias para producir un coche completamente nuevo. Esto le permitió a Rover producir su propio competidor del segmento C, basado en el diseño de la carrocería del Domani y utilizando gran parte de su base para producir el Rover 400/45 y, posteriormente, el MG ZS. Rover realizó principalmente cambios estéticos (que incluyeron guardabarros/alas delanteros, capó, faros, parachoques, luces traseras y portón trasero diferentes en el Rover, así como materiales de cabina de gama más alta y un mayor uso de madera y calcomanías) para presentar un diseño completamente nuevo en los concesionarios, que resultó muy rentable, pero generó opiniones divididas entre los entusiastas de la marca.

#### 1.8 /1.6 VTi
Al igual que con todos los modelos Honda de la época, VTi denotaba la inclusión de la tecnología VTEC de Honda. Había una insignia VTi trasera y calcomanías de "DOHC VTEC" en las puertas traseras, así como labios de parachoques delantero y trasero y faldones laterales (en los modelos VTI-S). 1996 vio la introducción del modelo VTi y luego una edición limitada VTI-S. El VTI vino en dos niveles de equipamiento diferentes: el DOHC 1.6 VTi hatchback y sedán (motor B16A2) y el DOHC 1.8 VTi de cinco puertas (con el B18C4 más grande). El auto 1.6 VTi en realidad era ligeramente más rápido en aceleración que el 1.8 debido a las diferentes relaciones de transmisión. El 1.6 también era un motor más ligero en un auto más ligero, lo que ayudaba a reducir el tiempo de aceleración de 0 a 60 mph (97 km/h) en aproximadamente 0,3 segundos. Los frenos de disco delanteros y traseros eran estándar en todas las versiones VTi/VTi-S. Las versiones de cinco puertas (VTi/VTi-S) incluían un diferencial de deslizamiento limitado Torsen, lo que les permitía salir de las curvas con mayor rapidez que el 1.6 (tres puertas), gracias a una aceleración más eficaz.
El Civic 1.8 VTi incluía un amplio equipamiento de serie, algunos de los cuales no estaban disponibles en sus equivalentes de tres puertas (1.6). Las especificaciones estándar del 1.8 incluyen:
Exterior: Faldón/alerón delantero, alerón trasero con luz de freno integrada, lavafaros, techo solar eléctrico, retrovisores, manijas de las puertas y parachoques traseros del mismo color, faros antiniebla delanteros y llantas de aleación ligeras Speedline de 5 radios.
Interior: Asientos deportivos exclusivos de medio cuero (todo cuero opcional), elevalunas eléctricos delanteros y traseros, retrovisores calefactables, aire acondicionado, atenuador de la luz de instrumentos, reposacabezas delanteros y traseros, y volante forrado en cuero con costuras rojas.

#### Ediciones limitadas del Reino Unido
VTi-S
El MB6 VTi-S de 5 puertas se fabricó en una edición limitada de 500 unidades de cada carrocería, y se vendió exclusivamente en el color Honda "Negro Piratas", con parachoques del mismo color que la carrocería. El VTI-S mejoró la apariencia del Civic VTi de 5 puertas estándar con un labio delantero más pronunciado, un labio trasero en los parachoques y faldones laterales diferentes. La especificación del VTi-S también incluía pomo de la palanca de cambios cromado/aluminio (plástico plateado/negro en los modelos VTi-S posteriores), alfombrillas VTI-S y emblema en el portón trasero. También venía equipado con llantas de aleación ligeras Speedline Chrono de 15 pulgadas con diseño de radios divididos. Los modelos VTi-S posteriores venían equipados con las llantas de aleación ligeras Speedline "de abanico". Por lo demás, es idéntico al VTi estándar. Los indicadores de los modelos VTi-S posteriores cambiaron ligeramente, ahora con numeración en cursiva.
El EK4 VTi-S de 3 puertas se fabricó solo en 1998, y en ese periodo se fabricaron 200 unidades, todas con matrícula "R". Al igual que el MB6 VTi-S, el EK4 VTi-S se basaba en el VTi hatch estándar, con diferencias como la pintura Starlight Black, los faldones/faldones de los parachoques delantero y trasero, el alerón central trasero, las llantas de aleación Speedline Chrono de 15 pulgadas y el tablero de instrumentos con numeración blanca en el velocímetro, el indicador de combustible, etc., en lugar de naranja/rojo como en el VTi estándar; sin embargo, conservaba las agujas rojas. Las insignias del maletero que formaban las letras "Honda", "Civic", "1.6VTi" y "VTEC" se reemplazaron por una sola insignia VTi-S. Además, contaba con un pomo de la palanca de cambios de aleación y alfombrillas VTi-S. Mecánicamente y en cuanto a rendimiento, es idéntico a un EK4 VTi estándar. Debido a un problema con el proceso de registro, muchos VTi-S genuinos no estaban en los libros de registro como VTi-S, sino como VTi, y los Civics VTi normales se registraban como VTi-S; este problema también afectó a la edición especial EK4 Civic Jordan, de los cuales algunos también se registraron como VTi-S.
Civic Jordan

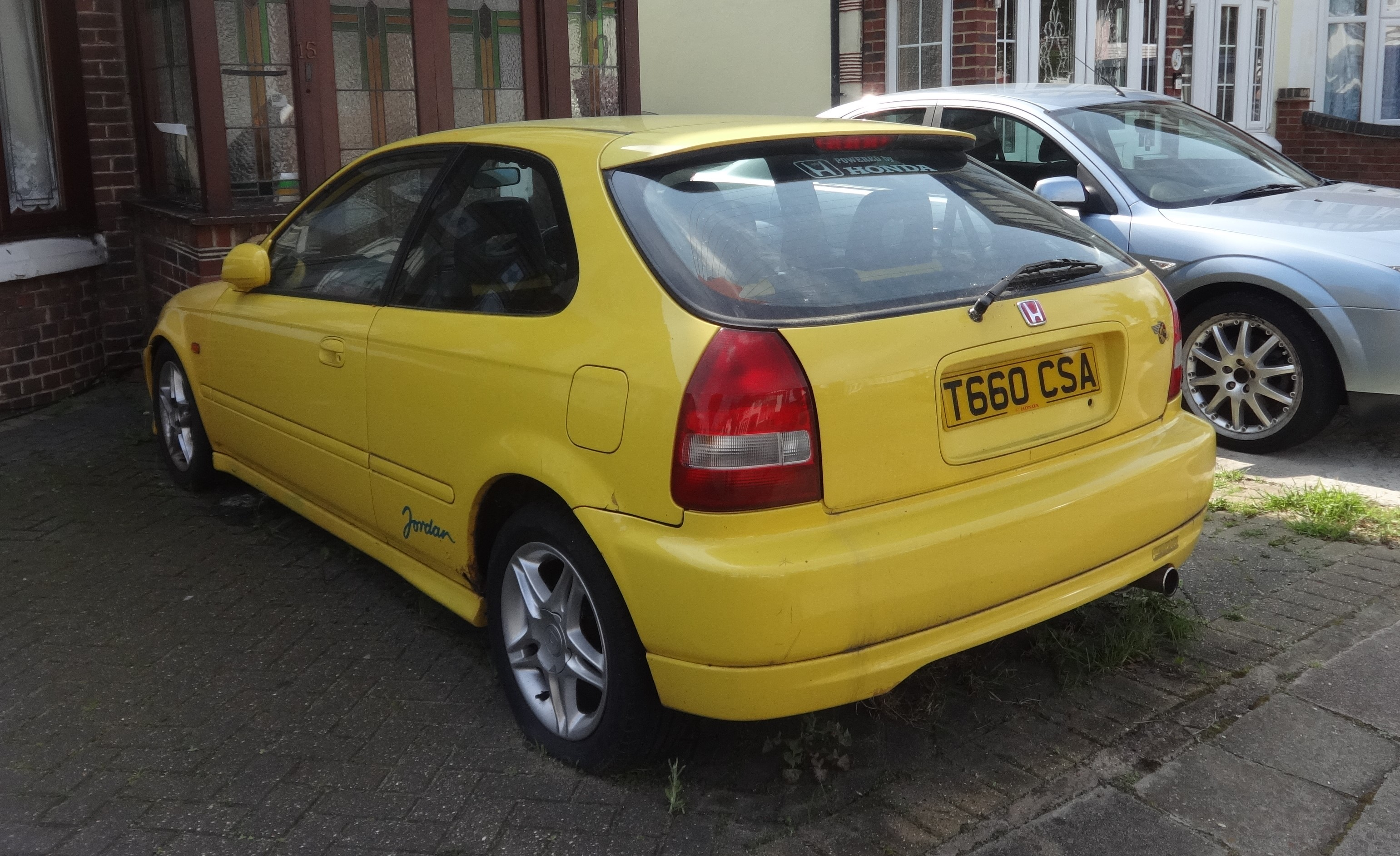
1999 Honda Civic Jordan

Para conmemorar al equipo de F1 Honda (Mugen) Jordan, se creó una edición limitada del Honda Civic VTi (modelo EK4 de 3 puertas) con una placa firmada por Eddie Jordan y el número específico estampado en la consola central. Este coche se vendió entre 1999 y 2000. Tenía las mismas especificaciones básicas que el EK4 VTi, pero los extras incluían: pintura Amarillo Sunlight, interior de cuero amarillo y negro, calcomanías Jordan en los laterales y la parte trasera, así como cosidas en los asientos y la alfombra. Solo se fabricaron 500 unidades. Al igual que el Renault Clio Williams, el equipo Jordan no participó en el desarrollo del coche.

#### Rover 400, 45 y MG ZS
Rover desarrolló estos vehículos a partir del Civic europeo basado en Honda Domani, utilizando sus propios motores. Producidos en el Reino Unido, con especificaciones de estilo e interior dirigidas principalmente al mercado británico. Los primeros 400 automáticos usaban el motor Honda de la serie D de 1,6 litros procedente del R8 Rover 200/400, mientras que Honda utilizó el competitivo diésel de la serie L de Rover para el Civic europeo en esta generación.